# Bestien lauern vor Caracas
Bestien lauern vor Caracas (Originaltitel: The Lost Continent) ist ein britischer Abenteuer- und Fantasyfilm mit Elementen des Horrorfilms von 1968. Die weibliche Hauptrolle hatte Hildegard Knef. Die Produktion basiert auf dem Roman Uncharted Seas (in Deutschland erschienen unter dem Titel Meer der Angst) des britischen Schriftstellers Dennis Wheatley aus dem Jahr 1938. Der Titelsong The Lost Continent wurde von der britischen Gruppe The Peddlers eingespielt. Der Film startete am 2. August 1968 in den deutschen Kinos. Diese Fassung war nicht nur ungekürzt, sondern sogar 2 Minuten länger als alle später noch im Ausland veröffentlichten Fassungen des Films. Bei allen späteren Veröffentlichungen des Films in Deutschland (VHS, DVD, TV-Ausstrahlungen) wurde nur noch auf die stark gekürzte US-Kinofassung zurückgegriffen. Die komplette Deutsche Synchronisation galt lange Zeit als Mythos, bis das deutsche Label Anolis 2022 für ihre Blu-ray Veröffentlichung eine Kopie der deutschen Kinorolle finden konnte. Bei der Kontrolle wurde schließlich festgestellt, dass diese nicht nur alle Szenen der US-Integralfassung, komplett Deutsch synchronisiert enthielt, sondern nochmals 2 Minuten länger war.

## Handlung
Kapitän Lansen will mit seinem Motorschiff Corita einen westafrikanischen Hafen verlassen, als er von einem Zollboot zum Stoppen aufgefordert wird. Doch Lansen ignoriert die Anweisungen und verlässt den Hafen, obwohl ihn sein Erster Offizier Hemmings auf die Strafbarkeit seiner Handlung aufmerksam macht.
Hemmings erfährt von Lansen, dass sich die Corita auf ihrer letzten Reise befindet, bevor sie verschrottet werden soll. Lansen konnte das schrottreife Frachtschiff nur erwerben, weil er nicht mehr versicherungsfähig ist. An Bord befindet sich ohne Wissen der Besatzung eine Schmuggelladung aus Phosphor, das beim geringsten Kontakt mit Wasser explodiert. Reiseziel ist Caracas. Caracas ist auch das Ziel der dubiosen Passagiere, darunter Eva Peters, einer gebürtigen Hamburgerin, die Wertpapiere in beträchtlicher Höhe mit sich führt, und der Arzt Dr. Webster, der offensichtlich wegen illegaler Abtreibungen gesucht wird und von seiner rebellischen Tochter Unity begleitet wird.
Als die gefährliche Ladung zufällig von Besatzungsmitgliedern entdeckt wird, fordern sie angesichts eines aufziehenden Orkans die Rückkehr in den Hafen, da das Phosphor durch einbrechendes Wasser explodieren könnte. Hemmings führt die rebellische Mannschaft an, doch die Passagiere weigern sich geschlossen, nach Afrika zurückzukehren.
Daraufhin meutern einige Besatzungsmitglieder und verlassen mit einem Rettungsboot das Schiff. Als ein Generator zusammenbricht, der eindringendes Wasser auspumpen soll, verlassen auch die restliche Besatzung und die Passagiere die Corita. Im Boot kommt es zu einem Streit, bei dem Dr. Webster über Bord geht und von einem Haifisch getötet wird. Ein Besatzungsmitglied, das Lansen erstechen will, wird mit einer Leuchtpistole erschossen.
Schließlich treibt ihr Boot im Nebel in ein ruhiges Gewässer, in dem sich unbekannte, gefährliche Schlingpflanzen befinden, die Lansen verletzen. Das Boot stößt im Dunkeln an einen Schiffsrumpf, der sich als die Corita entpuppt, auf der sich noch der Bartender Pat befindet, der die Verloren geglaubten willkommen heißt. Wie sich herausstellt, ist die Corita in eine Art von Sargassosee getrieben. Die seetangähnlichen Pflanzen wickeln sich um die Schiffsschraube, so dass der Frachter mit der Strömung immer weiter in das Pflanzenmeer getrieben wird, bis er festliegt.
In der Nacht greift ein riesiger Oktopus das Schiff an, wobei ein Passagier getötet wird. Am nächsten Tag erscheint eine junge Frau, die nach der Mode des 17. Jahrhunderts gekleidet ist und sich als Sara vorstellt. Sie benutzt ein Tragegestell mit Luftballons und riesige Schuhe, die es ihr ermöglichen, auf dem Seetang zu laufen. Sie warnt die Corita-Besatzung vor einem bevorstehenden Angriff. Lansen gibt Schusswaffen aus, und sie wehren einen Angriff von offensichtlichen Spaniern ab, die nach der Mode des 16. Jahrhunderts gekleidet sind.
Sowohl die Spanier als auch die offenbar englischen Vorfahren Saras sind Schiffbrüchige, die vor Jahrhunderten in dem Seetangmeer gestrandet sind. Die Spanier residieren auf einer alten Galeone, unter der ein Ungeheuer lebt, dem unliebsame Gegner durch eine Öffnung im Schiffsrumpf zum Fraß vorgeworfen werden. Angeführt werden die Spanier scheinbar von einem arroganten jungen Mann, El Supremo genannt, doch tatsächlich üben die Macht, auch über El Supremo, katholische Priester aus, die noch der Inquisition anhängen. Nach einigen abenteuerlichen Begegnungen mit anderen Ungeheuern kommt es zum Showdown zwischen den Spaniern und der Corita-Besatzung und ihren Passagieren. Kapitän Lansen benutzt die Phosphor-Fässer als Bomben, so dass die Galeone vernichtet werden kann. El Supremo erkennt im letzten Moment, dass er von den Priestern getäuscht wurde, wird aber von ihnen getötet.
El Supremo erhält von den Corita-Leuten ein Seemannsgrab. Durch die Explosionen der Phosphorfässer ist der Seetang in Bewegung geraten und damit auch die Corita. Ob sie den „verlorenen Kontinent“ verlassen kann, bleibt offen.

## Kritiken
„Trotz der teilweise in einen billigen Kolportagestil abfallenden Schilderungen des Vorlebens der Passagiere und des Kapitäns, der mit einem schrottreifen Kahn zur letzten gewinnbringenden Fahrt ausläuft, ist der Streifen stellenweise recht fesselnd.“

„Schade, daß dieser Film so sehr im Stil der B-Filme gemacht wurde und billige Action hochspielt; er hat manchmal eine großartige Atmosphäre, aus der mehr hätte gemacht werden können.“

„Ein schrottreifer Frachter mit einer Handvoll gescheiterter Existenzen und hochbrisantem Sprengstoff an Bord gerät nach einem Hurrikan auf unbekannte Meeresbänke, deren Algen" sich als menschenfressendes Gewürm entpuppen. Verworrenes Grusel-Abenteuer aus der Hammer-Werkstatt."“

## Trivia
- Caracas ist keine Hafenstadt. Der Hafen von Caracas ist das 20 km entfernte La Guaira.

## Veröffentlichung
- Seit 2004 liegt eine deutschsprachige DVD-Edition vor, die auch die in der deutschen Fassung geschnittenen Szenen im Original mit Untertiteln enthält.